# Sala Niepodległości (Tel Awiw)
Sala Niepodległości (hebr. ‏היכל העצמאות‎; ang. Independence Hall) – muzeum położone w osiedlu Lew ha-Ir w zachodniej części miasta Tel Awiw, w Izraelu. Znajduje się ono w historycznym budynku Domu Dizengoffa i stanowi część Muzeum Ziemi Izraela. Muzeum prezentuje kolekcję zbiorów dotyczących współczesnej historii państwa Izraela.

## Historia

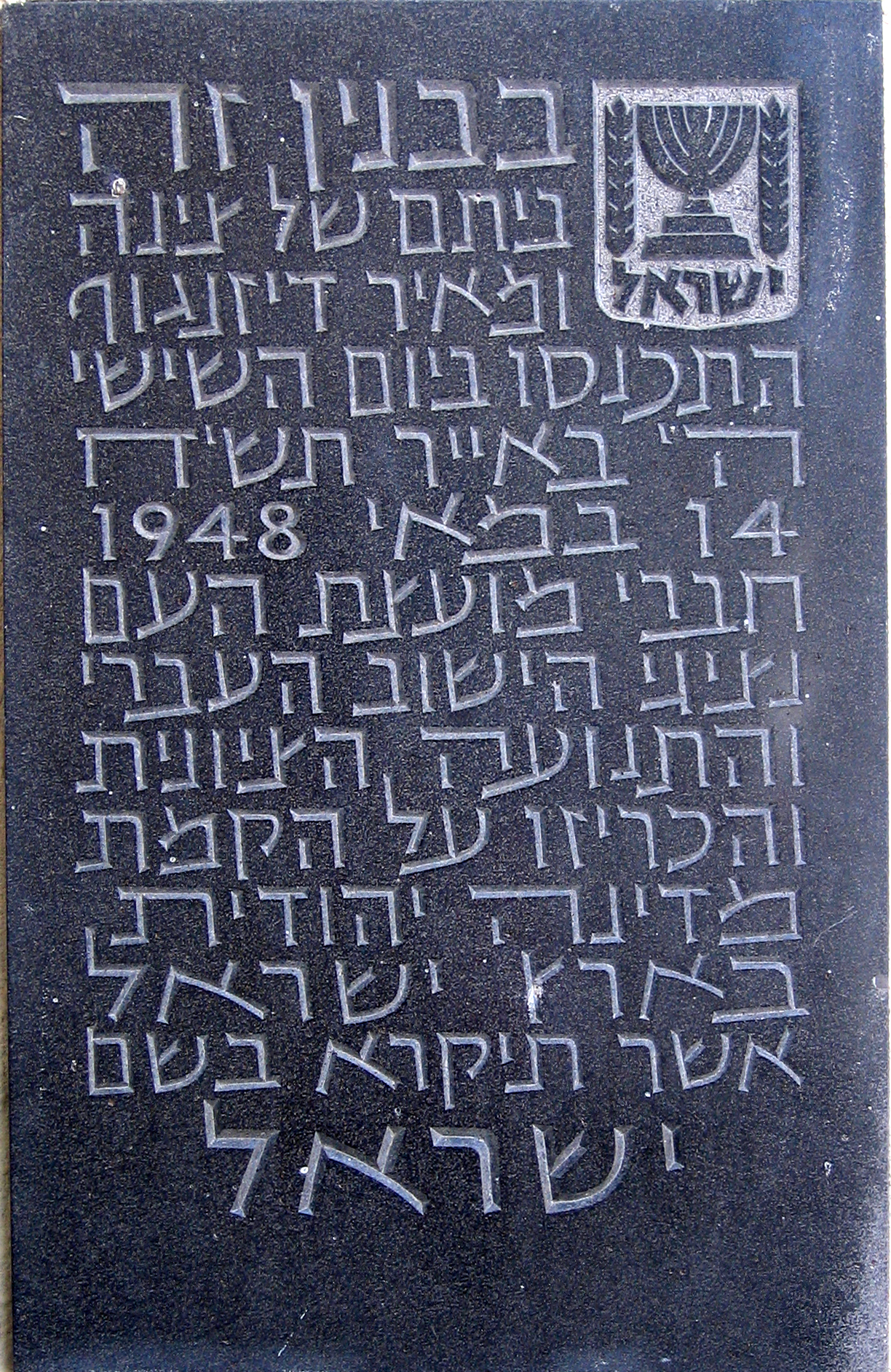
Tablica pamiątkowa przy wejściu do budynku

Gdy na wiosnę 1948 grupa żydowskich polityków, z Dawidem Ben Gurionem przygotowywała się do proklamacji niepodległości Izraela, uznano, że budynek Domu Dizengoffa w Tel Awiwie będzie najlepszym miejscem do zorganizowania uroczystej ceremonii. Pośpiesznie przygotowano salę położoną na pierwszym piętrze w budynku i zaproszono gości.
Uroczystość proklamacji niepodległości Izraela miała odbyć się 14 maja 1948 na posiedzeniu Rady Ludowej (Mo'ecet Ha-Am), które zwołano na godzinę 15:30. Rozpoczęło się ono z opóźnieniem, o godzinie 16:00, z powodu spóźnienia się Ze’ewa Szarefa z tekstem Deklaracji Niepodległości. W sali było zgromadzonych 350 osób, natomiast na zewnątrz budynku zebrał się tłum słuchający uroczystości przez głośniki.
O godzinie 16:00 uroczystość rozpoczął Dawid Ben Gurion. Spontanicznie odśpiewano hymn „Hatikwa”, który stał się hymnem państwowym Izraela. Na ścianie wisiał portret Theodora Herzla (twórcy Syjonizmu) oraz flagi Izraela.
Następnie Dawid Ben Gurion odczytał pełny tekst Deklarację Niepodległości, głoszącą ustanowienie państwa Izraela. Przemówienie trwało 16 minut, po czym Ben Gurion poprosił rabina Jehudę Lejba Majmona o odmówienie modlitwy Sze-hechejanu (hebr. שהחינו). Potem sygnatariusze złożyli swoje podpisy pod dokumentem. Całość uroczystości zakończył Dawid Ben Gurion słynnymi słowami: „Państwo Izraela powstało. Uroczystość jest zakończona”.
W 1978, w 30. rocznicę powstania państwa Izraela, postanowiono odremontować historyczną Salę Niepodległości i udostępnić ją zwiedzającym. Przywrócono wówczas oryginalne meble oraz zgromadzono zachowane historyczne przedmioty. W wielu przypadkach musiano odtworzyć zniszczone lub zaginione przedmioty.

## Zbiory muzeum
Muzeum znajduje się w historycznej sali położonej na pierwszym piętrze Domu Dizengoffa. Większość zgromadzonych eksponatów jest oryginalna, a niektóre zostały odtworzone z zachowaniem wierności w najdrobniejszych szczegółach. Odtworzono w ten sposób wygląd sali z 14 maja 1948. W centralnej części wisi portret Theodora Herzla w otoczeniu dwóch długich flag Izraela. Przy krzesłach umieszczono nazwiska osób, które wzięły udział w tej pamiętnej uroczystości.
Na ścianach umieszczono pamiątkowe zdjęcia i dokumenty związane z historią proklamacji niepodległości Izraela. Można tutaj zobaczyć zaproszenia, notatki i Deklarację Niepodległości. Zwiedzający mogą odsłuchać oryginalne nagranie z ceremonii oraz zobaczyć 16-minutowy film opisujący wydarzenia z tego okresu
Przy wejściu do budynku Domu Dizengoffa znajduje się tablica pamiątkowa poświęcona proklamacji niepodległości państwa Izraela.

## Zwiedzanie muzeum
Godziny otwarcia muzeum:
- niedziela 9:00-14:00
- poniedziałek 9:00-14:00
- wtorek 9:00-14:00
- środa 9:00-14:00
- czwartek 9:00-14:00
- piątek 9:00-14:00
- sobota zamknięte.